# 1. VC Wiesbaden
Der 1. VC Wiesbaden ist ein Volleyball-Verein, dessen erste Frauenmannschaft in der 1. Volleyball Bundesliga spielt. Der Verein wurde 1977 gegründet und hat zurzeit rund 280 Mitglieder. Die zweite Mannschaft des Vereins spielt seit der Saison 2018/19 in der 2. Volleyball Bundesliga Süd.

## Geschichte

### Anfangsjahre
Direkt nach der Gründung spielte der 1. VC Wiesbaden bis 1984 in der Bundesliga. Nach dem Abstieg folgten vierzehn Jahre in der Zweiten Bundesliga Süd, ehe der VCW 1998 in die Regionalliga Südwest absteigen musste. Dem Verein gelang der sofortige Wiederaufstieg und Wiesbaden spielte fünf weitere Jahre in der zweiten Liga, bis 2004 die Rückkehr in die Bundesliga gelang.

### Bundesliga
Die Wiesbadenerinnen spielen seit der Saison 2004/05 in der Bundesliga. Nach einem achten Platz in der Hauptrunde blieb der Aufsteiger in der Playdown-Runde sieglos und wurde punkt- und satzgleich mit dem Absteiger Emlichheim Neunter. Ein Jahr später waren sie die beste Mannschaft in der Playdown-Runde und belegten damit den siebten Rang. Im DVV-Pokal unterlag der VCW sowohl 2004/05 als auch in der folgenden Saison dem Dresdner SC im Achtelfinale. In der Bundesliga-Saison 2006/07 konnte die Mannschaft den späteren Meister aus Sachsen hingegen in der Hauptrunde besiegen und belegte nach der Meisterrunde den vierten Platz. Im DVV-Pokal kam sie ebenfalls eine Runde weiter und musste sich im Viertelfinale dem späteren Sieger Schweriner SC geschlagen geben. Die Bundesliga-Spielzeit 2007/08 beendeten sie punktgleich mit Bayer Leverkusen als Fünfter. Im DVV-Pokal gelang ihnen die Revanche gegen Schwerin, bevor sie im Halbfinale NA Hamburg unterlagen.
Nachdem die Meisterrunde der Bundesliga abgeschafft worden war, belegte Wiesbaden in der Saison 2008/09 erneut den fünften Rang, während im DVV-Pokal zum wiederholten Mal das Aus im Achtelfinale gegen Dresden kam. 2009/10 gelang dem VCW der bislang größte Erfolg der Vereinsgeschichte, als er hinter den punktgleichen Roten Raben Vilsbiburg deutscher Vizemeister wurde. Das gleiche Duell gab es zuvor auch im Pokal-Viertelfinale, das Vilsbiburg ebenfalls für sich entschied. Als Vizemeister trat Wiesbaden in der Saison 2010/11 erstmals im Europapokal an, schied aber bereits in der ersten Runde des Challenge Cups mit zwei 1:3-Niederlagen gegen das belgische Team Asterix Kieldrecht aus. Im Viertelfinale des DVV-Pokals musste sich der VCW Smart Allianz Stuttgart geschlagen geben und auch in der Bundesliga konnte der Verein als Siebter nicht an den Erfolg des Vorjahres anknüpfen. Ebenfalls als Siebter qualifizierte sich Wiesbaden in der Saison 2011/12 für das Playoff-Viertelfinale, das gegen Vilsbiburg verloren ging. Erfolgreicher war der VCW im DVV-Pokal, wo er erst im Halbfinale dem Schweriner SC unterlag. Zu diesem Duell kam es in der folgenden Saison in beiden Wettbewerben. Im Halbfinale der Bundesliga-Playoffs, die Wiesbaden als Vierter erreicht hatte, gab es zwei 0:3-Niederlagen. Im DVV-Pokal standen sich die beiden Mannschaften beim Endspiel im Gerry-Weber-Stadion gegenüber, das Wiesbaden ebenfalls 0:3 verlor. In der Saison 2013/14 schied Wiesbaden im DVV-Pokal bereits im Achtelfinale gegen Schwerin aus. In der Bundesliga kam der Verein als Zweitplatzierter der Hauptrunde erneut bis ins Playoff-Halbfinale, wo er sich diesmal den Roten Raben Vilsbiburg nach drei Spielen geschlagen geben musste. Im Playoff-Halbfinale 2014/15 gelang dem VCW ein 3:0-Heimsieg gegen den Dresdner SC, der aber schließlich das Finale erreichte. Im DVV-Pokal verlor Wiesbaden erneut das Achtelfinale, diesmal gegen Stuttgart. Im Viertelfinale des DVV-Pokals 2015/16 unterlagen die Hessinnen dem späteren Double-Gewinner Dresden. Im Playoff-Viertelfinale mussten sie sich als Fünfter der Hauptrunde dem USC Münster nach drei Spielen geschlagen geben. Außerdem trat der Verein zum zweiten Mal im europäischen Wettbewerb an und spielte im CEV-Pokal gegen Polski Cukier Muszyna. Trotz eines Heimsiegs gegen den mehrfachen polnischen Meister schied Wiesbaden in der ersten Runde aus. Die Saison 2016/2017 endete für den VC Wiesbaden mit dem Gewinn der Bronzemedaille, da sich die Hessinnen erst im Playoff-Halbfinale dem späteren Deutschen Meister SSC Palmberg Schwerin geschlagen geben mussten.

### Geschäftsführung
Die ehemalige Volleyballerin Nicole Fetting war von 2015 bis 2018 Geschäftsführerin des VC Wiesbaden. 2018 folgte der ehemalige Kurdirektor Christopher Fetting, nach Betrugsvorwürfen und Ermittlungen der Staatsanwaltschaft in Altefähr, seiner Schwester von Rügen nach Wiesbaden. Er ist dort seitdem Geschäftsführer der Spielbetriebs GmbH.

### Finanzielle Schieflage
In den letzten Jahren plagten die Spielbetriebs GmbH und den Verein immer wieder in finanzielle Probleme. Schon 2023 stand der Verein kurz vor der Insolvenz. Nur eine Bürgschaft der Landeshauptstadt Wiesbaden in Höhe von 200.000 Euro für eine Lizenzerhaltung konnte diese abwenden. In der Bundesliga wurde die finanzielle Not sogar mit einem Punktabzug bestraft, da der Klub gegen die Eigenkapitalauflage der Saison 2022/23 verstoßen habe. Zuletzt musste eine ausländische Spielerin Anneclaire Ter Brugge wenige Tage vor Beginn der Saison 2024/2025 wegen fehlender finanzieller Mittel aus ihrem Vertrag entlassen werden.

## Bundesliga-Mannschaft
Der Kader für die Saison 2025/26 umfasst folgende Spielerinnen.
| Name               | Nr. | Nation             | Größe  | Geburtsdatum  | Position | im Verein seit | Vertrag bis |
| ------------------ | --- | ------------------ | ------ | ------------- | -------- | -------------- | ----------- |
| Dagmar Boom        |     | Niederlande        | 1,82 m | 1. Mai 2000   | AA       | 2025           | 2026        |
| Laura Broekstra    |     | Deutschland        | 1,91 m | 3. Jan. 1997  | MB       | 2025           | 2026        |
| Hannah Clayton     |     | Vereinigte Staaten | 1,88 m | 20. Juli 2000 | MB       | 2025           | 2026        |
| Sanne Konijnenberg |     | Niederlande        | 1,84 m | 30. Aug. 2004 | Z        | 2025           | 2026        |
| Cayetana López Rey |     | Spanien            | 1,84 m | 17. Juni 2005 | AA       | 2025           | 2026        |
| Marlene Rieger     |     | Deutschland        | 1,90 m | 27. Dez. 2006 | MB       | 2024           | 2026        |
| Rene Sain          | 9   | Kroatien           | 1,63 m | 24. Apr. 1997 | L        | 2022           | 2026        |
| Pleun van der Pijl |     | Niederlande        | 1,96 m | 11. Jan. 2003 | AA       | 2025           | 2026        |
| Hanna Weinmann     |     | Deutschland        | 1,89 m | 19. Sep. 2006 | Z        | 2025           | 2026        |

Positionen: AA = Annahme/Außen, D = Diagonal, L = Libero, MB = Mittelblock, Z = Zuspiel
| Neuzugänge 2025    | Neuzugänge 2025               | Abgänge 2025       | Abgänge 2025                   |
| Spielerin          | bisheriger Verein             | Spielerin          | neuer Verein                   |
| ------------------ | ----------------------------- | ------------------ | ------------------------------ |
| Dagmar Boom        | VDK Gent                      | Rachel Gomez       | unbekannt                      |
| Laura Broekstra    | Volleyball Franches-Montagnes | Tanja Großer       | Büyükşehir Belediyespor Kulübü |
| Hannah Clayton     | Genève Volley                 | Hannah Hartmann    | VfB 91 Suhl                    |
| Sanne Konijnenberg | Dynamo Apeldoorn              | Nina Herelová      | Karriereende                   |
| Cayetana López Rey | Rote Raben Vilsbiburg         | Celine Jebens      | Ladies in Black Aachen         |
| Pleun van der Pijl | Volley Busto Arsizio          | Ana-Marija Jonjev  | OK Železničar                  |
| Hanna Weinmann     | Bundesstützpunkt Stuttgart    | Gréta Kiss         | Vasas Óbuda Budapest           |
|                    |                               | Olivia Rusek       | Karriereende                   |
|                    |                               | Jonna Wasserfaller | Karriereende                   |
|                    |                               | Adriana Wełna      | unbekannt                      |

Cheftrainer ist seit Dezember 2024 Tigin Yağlioğlu. Sein Assistent ist Christian Sossenheimer. Für die medizinische Betreuung sind der Arzt Alexander Mayer sowie die Physiotherapeutinnen Jonas Wagner und Burak Yilmaz zuständig.

## Spielstätten
Bis 2014 trug der 1. VC Wiesbaden seine Heimspiele in der Halle am 2. Ring aus. Mit Beginn der Spielzeit 2014/15 bezog der Verein die neue Halle am Platz der deutschen Einheit. Dort finden insgesamt 2.100 Zuschauer Platz.

## Weitere Mannschaften
Die zweite Frauenmannschaft spielt ab der Saison 2018/19 als Aufsteiger in der 2. Bundesliga Süd. Neben sieben weiteren Frauenmannschaften gibt es 30 Jugendmannschaften sowie vier Hobby- und Betriebssportmannschaften. Die weibliche U16 wurde im Mai 2014 in Dippoldiswalde deutscher Meister.